# Pénétrateur (astronautique)
Pour les articles homonymes, voir Pénétrateur.
Ne doit pas être confondu avec Impacteur.
 (février 2025).

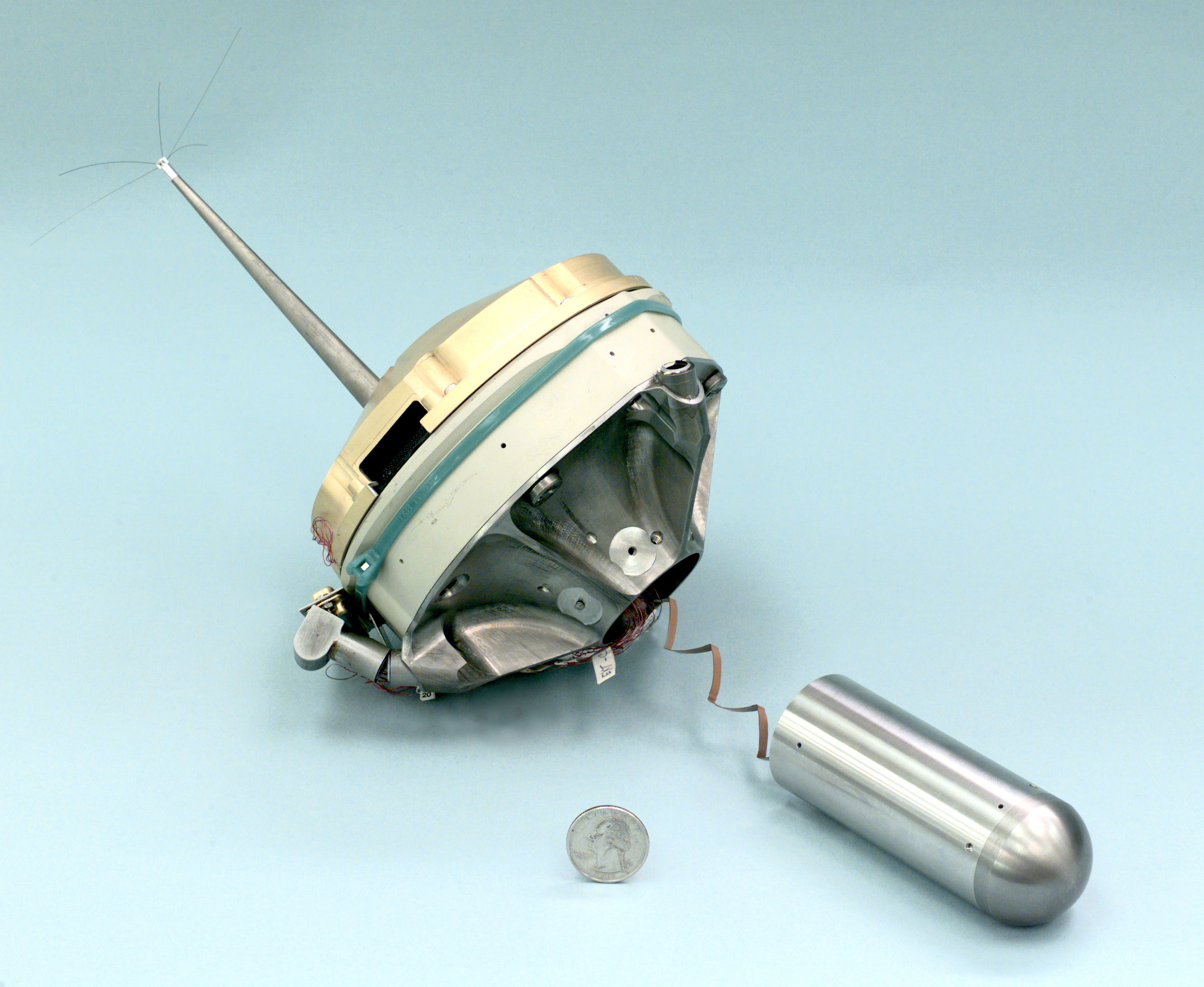
Le pénétrateur Deep Space 2.

Un pénétrateur dans le domaine de l'astronautique est un engin spatial destiné à pénétrer à grande vitesse dans le sol d'un corps céleste (planète, comète, astéroïde, etc.) pour fournir des données scientifiques sur son environnement immédiat. Les pénétrateurs développés ou projetés sont toujours de taille réduite et sont largués à proximité de leur point d'arrivée par un vaisseau-mère (sonde spatiale) par ailleurs doté de sa propre mission et chargé de relayer vers la Terre les données collectées par le pénétrateur.

## Caractéristiques techniques
Le pénétrateur largué depuis l'orbite par son vaisseau porteur arrive sur le sol à des vitesses pouvant atteindre plusieurs centaines de mètres par seconde. Il est conçu pour pénétrer à une profondeur comprise selon le cas entre quelques décimètres et plusieurs mètres tout en restant fonctionnel. Les équipements et instruments doivent résister à des décélérations de plus de 500 fois l'accélération gravitationnelle terrestre. La technologie associée a été développée pour répondre à des besoins militaires. Pour amortir le choc on peut utiliser des structures déformables (par exemple structure en nid d'abeille ou réservoir de carburant sacrifiable), des cavités remplies de gaz ou fluide, des protubérances jouant le rôle d'amortisseur. Le pénétrateur peut être un ensemble scindable ou non. Lorsqu'il est scindable, l'avant-corps pénètre dans le sol tandis que la partie arrière reliée par un cordon pour l'énergie et le transport de données reste à la surface et assure entre autres la fonction de relais de télécommunications. Les projets développés utilisent des batteries donnant des durées de vie très variables de quelques jours à un an. L'instrumentation scientifique peut comprendre par exemple :
- Sismomètre
- Senseurs thermiques
- Senseurs météorologiques
- Analyseur d'échantillon (avec système de prélèvement)
- Magnétomètre

## Quelques projets et missions effectives
De nombreux projets de pénétrateurs ont été élaborés mais seuls deux ont été effectivement développés dans le cadre des missions Mars 96 et Mars Polar Lander. Ils ont malheureusement tous deux échoués à la suite d'une défaillance du vaisseau mère (cause à confirmer pour Mars Polar Lander). Le tableau suivant récapitule les caractéristiques de certains pénétrateurs développés ou projetés.
|                          | Mars 96                                                                                              | Mars Polar Lander (Deep Space 2)                          | Lunar-A                                                                            | CRAF                                                                                    |
| ------------------------ | --- | --------------------------------------------------------- | ---------------------------------------------------------------------------------- | --------------------------------------------------------------------------------------- |
| Agence spatiale          | Roscosmos                                                                                            | NASA                                                      | JAXA                                                                               | NASA                                                                                    |
| Lancement                | 1996                                                                                                 | 1999                                                      | Resté à l'état de projet                                                           | Annulé                                                                                  |
| Masse totale/pénétrateur | 62,5/4,5 kg                                                                                          | 3,6/2,4 kg                                                | 45/14 kg                                                                           | 18 kg                                                                                   |
| Freinage                 | bouclier, amortissement par un réservoir contenant des fluides                                       | Bouclier                                                  | descente contrôlée                                                                 | (Néant)                                                                                 |
| Vitesse d'impact         | 60 à 80 m/s                                                                                          | 140 à 210 m/s                                             | 285 m/s                                                                            | ?                                                                                       |
| Profondeur pénétration   | 4 à 6 mètres                                                                                         | 0,5 mètre                                                 | 1 à 3 mètres                                                                       | ?                                                                                       |
| Durée de vie             | 1 année                                                                                              | 1 à 3 jours                                               | 1 an                                                                               | ?                                                                                       |
| Corps céleste percuté    | Mars                                                                                                 | Mars                                                      | Lune                                                                               | Comète : Kopff (Projet 1988) Tempel 2 (Par la suite)                                    |
| Charge utile             | Station météo, caméra sismomètre, magnétomètre instruments d'analyse chimique, physique et mécanique | Accéléromètre, analyse présence d'eau conductivité du sol | Sismomètre, accéléromètre mesure de la température et de la conductivité thermique | Instruments de collecte et d'analyse chimique d'échantillon Spectromètre à rayons gamma |
| Résultat                 | Échec                                                                                                | Échec                                                     | Annulé                                                                             | Annulé                                                                                  |

## Galerie

Fonctionnement de DS2
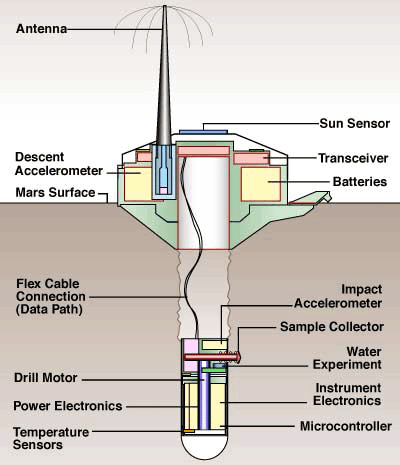
Composants de DS2
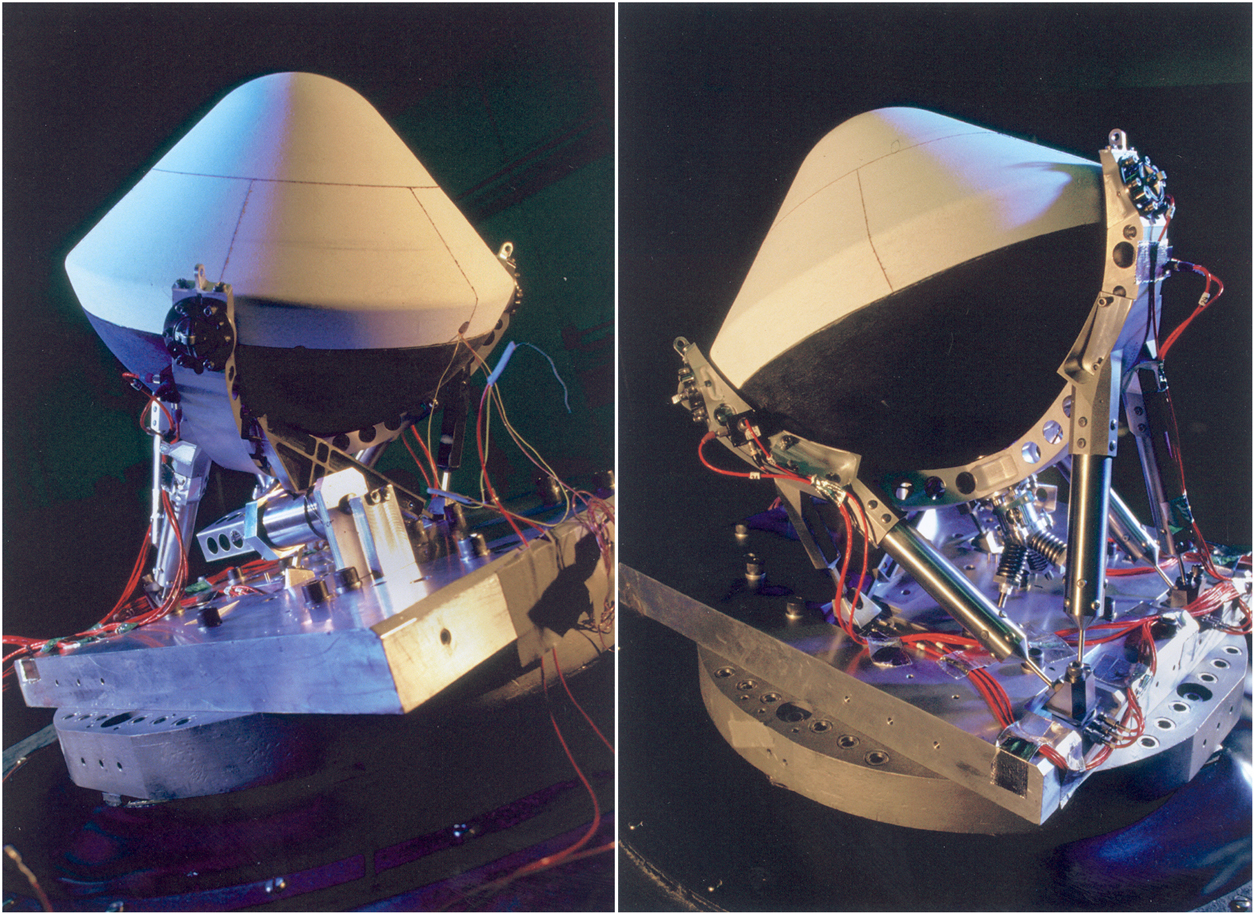
Deep Space 2 avec son bouclier thermique